# Love Profusion
"Love Profusion" é uma canção gravada pela cantora estadunidense Madonna, para seu nono álbum de estúdio American Life (2003). Escrito e produzido por Madonna e Mirwais Ahmadzaï, foi lançado como o quarto e último single do álbum em 8 de dezembro de 2003, pela Maverick Records. "Love Profusion" foi lançado pela primeira vez durante o lançamento do álbum na AOL. Mais tarde, recebeu vários remixes, que também foram lançados ao lado do single. A música contém ritmo de um bumbo de quatro peças, com riffs de guitarra do violão e a voz da cantora apoiada por um vocal masculino durante o refrão. Ahmadzaï fez uso do efeito gagueira. Dedicada ao então marido de Madonna, Guy Ritchie, a letra da música lida com a confusão de Madonna em relação à cultura americana.
Após seu lançamento, "Love Profusion" recebeu críticas geralmente favoráveis dos críticos de música. Os críticos o consideraram o destaque da American Life, elogiando sua fusão de batidas dançantes e violão, embora alguns pensassem que era muito parecido com outras músicas do álbum. "Love Profusion" assim como seus antecessores da American Life, falhou ao entrar nas tabelas da Billboard Hot 100 dos EUA, mas alcançou o número um nas tabelas de dance e de vendas de singles. A música alcançou um sucesso moderado internacionalmente, alcançando os cinco primeiros no Canadá, Itália, enquanto liderou as tabelas na Espanha.
O videoclipe que acompanha a música foi dirigido por Luc Besson e foi filmado nos estúdios da Warner Bros. Studios in Burbank, Califórnia. Apresentava Madonna na frente de um efeito de tela verde com ela andando pela cidade, até entrar em um fundo surreal, cheio de flores vermelhas, mar e fadas. Madonna não performou a música durante nenhuma aparição promocional ou em nenhuma de suas turnês; ela chegou a ensaiar para a Re-Invention World Tour de 2004, mas foi retirada do setlist.

## Antecedentes e lançamento

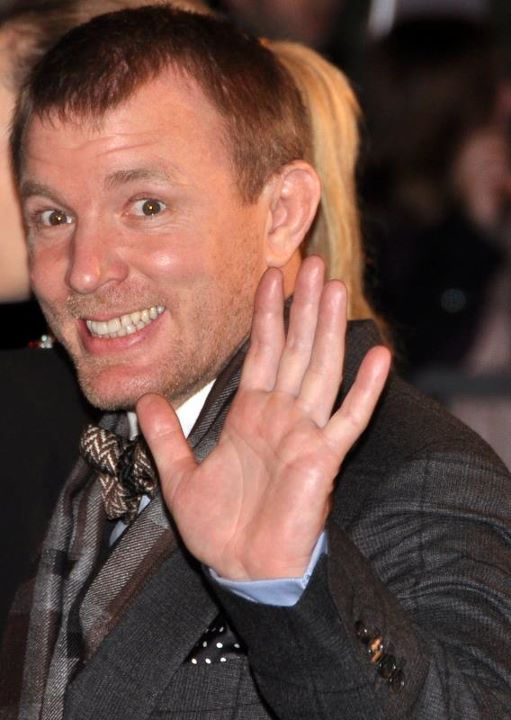
"Love Profusion" foi dedicado ao então marido de Madonna, o diretor Guy Ritchie (foto).

Segundo a biógrafo Lucy O'Brien, o nada é o tema principal do American Life; aparece nos títulos de músicas como "Nobody Knows Me" e "Nothing Fails" e na repetição da palavra "no" em "Love Profusion". O tom negativo de Madonna nessa música e ao longo do álbum permitiu que ela fosse sarcástica sobre as suposições das pessoas sobre ela e enfatizasse seu conhecimento sobre o amor romântico. As faixas do American Life foram lançadas na AOL para download digital. Como Madonna era o "Artista do mês" no site da AOL, "Love Profusion" foi lançado no dia 14 de abril de 2003, Vários remixes da música, feitos por DJs como The Passengerz, Craig J., Blow-Up e Ralphi Rosario, foram incluídos em lançamentos físicos do single ao redor do mundo, lançado em 8 de dezembro de 2003, no Reino Unido e 16 de março de 2004 nos Estados Unidos.
Os remixes foram estreados pela Warner Bros. Records na Winter Music Conference de 2003 em Miami, onde Peter Rauhofer, Rosario e Blow-Up tocaram seus remixes de "Love Profusion". Blow-Up também estreou sua própria versão de "Good Boys" (2003) de Blondie, e remixes do single anterior de Madonna, "Hollywood". Uma versão estendida do remix de "Love Profusion", intitulada "Headcleanr Rock Mix", também foi incluída no álbum de remixes de Madonna, Remixed & Revisited (2003). Michael Paoletta, da Billboard, nomeou o remix como o destaque de  Remixed and Revisited , chamando-o de "uma música de rock com estilo de nova onda", "uma explosão de ar fresco" e uma "experiência essencial de audição". John Payne, do LA Weekly, compara a letra da música ("Só você me faz sentir bem") com a letra cautelosa de "X-Static Process", na qual a protagonista se perde no ego de seu amante. O "Headcleanr Rock Mix" foi incluído no setlist durante os ensaios da turnê mundial de Re-Invention de Madonna em 2004, mas acabou não sendo incluído no show.

## Gravação e composição
"Love Profusion" foi composta e produzida por Madonna e Mirwais Ahmadzaï. A música é dedicada ao então marido da cantora, o diretor Guy Ritchie. As sessões de gravação do American Life começaram no final de 2001, mas foram suspensas quando Madonna filmou Swept Away em Malta e estrelou na peça de terato Up for Grabs. Ela voltou ao Olympic Recording Studios no final de 2002 e terminou as sessões.
|                                                    | "Love Profusion" Uma amostra de 20 segundos de "Love Profusion", começando do começo, com a voz de Madonna cantando a frase: "Existem muitas opções", pois os vocais são acompanhados por um violão "estridente". |
| Problemas para escutar este arquivo? Veja a ajuda. | |

A mixagem da faixa foi feita por Mark "Spike" Stent no Westlake Recording Studios em West Hollywood, Califórnia, e Tim Young fez a masterização da música no Metropolis Studios em Londres. Tom Hannen e Simon Changer atuaram como engenheiros assistentes durante a gravação. Ahmadzaï tocou guitarra e forneceu seus vocais de apoio. De acordo com as partituras publicadas no Sheetmusicplus.com, "Love Profusion" é escrito em tempo comum, com um ritmo moderadamente rápido de 120 batidas por minuto. Descrita como uma música Folktronica, é composta na clave de Si maior com a voz de Madonna abrangendo desde Si3 a Fá#5.
Ahmadzai usou a técnica de fazer a música congelar o ritmo durante toda o American Life, incluindo "Love Profusion". Uma técnica foi a adição de um efeito de gagueira, que Ahmadzaï esclareceu não ser característica de sua produção e gravação. "As pessoas ficam chateadas porque acham que não é natural pular e gaguejar a música. Mas eu faço isso porque é natural. A gagueira pode ajudá-lo a criar um novo ritmo", disse ele. A faixa começa com uma introdução de violão "estridente", como descrito por Michael Paoletta da Billboard, na progressão harmônica de quatro acordes de Bm–F♯m–A–E. A música inspirada no folk rock tem elementos de eletrônica e folk em seu núcleo. Seu ritmo é produzido por um bumbo de quatro peças — que entra e sai abruptamente — e cordas de sintetizadores atmosféricas, que são adicionadas mais tarde na música.
Madonna canta no primeiro verso : "Existem muitas opções / Não há consolo / Perdi minhas ilusões / O que quero é uma explicação". De acordo com a Rolling Stone, embora não seja explicitamente declarado, as falas confirmam a crença de Madonna de que a cultura americana não "lhe dará uma explicação", então ela rejeitou os valores americanos e, junto com eles, seus próprios valores. Ela repete a frase "Eu tenho você debaixo da minha pele", enquanto uma voz masculina atua como o apoio da faixa. A música termina com Madonna cantando as palavras "se sentir bem" a capella. A letra da música lida com perguntas, soluções, ressurreições, confusões e outros tópicos amplos de natureza neo-filosófica. Edna Gundersen, do USA Today, comparou sua composição e o desempenho de Madonna com uma carta de amor. The Advocate chamou de "uma carta de amor queixosa ao marido".

## Análise da crítica
"Love Profusion" recebeu críticas positivas de críticos de música. Michael Paoletta, da Billboard, descreveu a música como um "número escasso" e disse que era uma "boa opção" para o rádio. Ken Tucker, da Entertainment Weekly, chamou de "adorável". Ian Youngs, da BBC News, comentou que "Love Profusion" é um dos destaques do álbum, com camadas de batidas de dança e violão que o tornaram uma música mais completa. Um escritor do Daily Record descreveu-a como uma "balada incrivelmente bela" e a considerou um dos muitos destaques do American Life.
Sal Cinquemani, da Slant Magazine, chamou de "monótono" e escreveu que "foi reinventado em um pedaço vibrante de pop-rock movido a guitarra por Ray Carroll". Ben Ratliff, da Rolling Stone, deduziu que, com letras como "eu te deixei irreconhecível", Madonna transmitiu o tema de obter transcendência através do desapego", mas finalmente o American Life parece mais derrotista do que qualquer outra coisa". Dan Aquilante, do New York Post, desprezou a faixa, dizendo que, embora não houvesse nada de errado com a composição da faixa, ela não era diferente das cordas e da orquestração de outras faixas do American Life, como "Nothing Fails" ou "Easy Ride". Robert Hilburn , enquanto revisava American Life pela The Press of Atlantic City, listou a faixa como uma das músicas que poderiam "salvar" o álbum de "um profundo fracasso". Ross Raihala, escrevendo para o The Olympian, listou a faixa como destaque no American Life, em contraste com os "números de dance tristes e sem direção e baladas penosas" do álbum.
Caroline Bansal, do musicOMH, fez uma crítica mista da música, sentindo que os vocais da cantora sobre o violão espanhol eram monótonos. Ela sentiu que o refrão era mais melódico, mas foram as letras e as batidas de dance que não completaram a faixa. Bansal disse que "Love Profusion" poderia ter sido melhor composto. Ed Howard, da Stylus Magazine, escreveu que "Love Profusion", junto com a música "Intervention", "aborda o casamento de Madonna com o diretor Guy Ritchie" e "acha a pop star outrora cínica surpreendentemente aberta e emocional, o que a leva a cuspir clichê após clichê enquanto ela nos diz como está feliz". Alan Braidwood, da BBC Music sentiu que a música era a faixa de dance mais direta do álbum. Ele acrescentou que "esta é uma daquelas [músicas] que pode se tornar uma favorita e parece uma música clássica de Madonna otimista. Ele funde a mensagem por trás da música American Life com as batidas e elementos acústicos de Mirwais muito bem". Sean O'Brien, do People, elogiou a música por seu "ótimo sabor de melodia e violão", e deduziu que seria um sucesso nas boates. Dan Gennoe, do site da Dotmusic, fez uma crítica positiva da faixa, chamando "Love Profusion", juntamente com "Intervention" e "X-Static Process" do American Life". Em 2012, o site AfterElton.com listou "Love Profusion" no número 91 da lista de "As 100 melhores músicas da Madonna". Ao escrever para o The Guardian, Jude Rogers colocou "Love Profusion" no número 58 em seu ranking dos melhores singles de Madonna, em homenagem ao seu 60º aniversário. Chuck Arnold, da Entertainment Weekly, listou "Love Profusion" como o 58º melhor single da cantora; "este raio de sol do American Life é um dos melhores momentos folktronicos de Madonna".

## Videoclipe

Madonna sendo coberta por fadas no final do videoclipe da canção

Algumas semanas antes do lançamento do videoclipe oficial em novembro de 2003, a empresária de Madonna, Caresse Henry, confirmou a gravação do videoclipe de "Love Profusion". Foi dirigido por Luc Besson e filmado em setembro de 2003, na Warner Bros. Studios em Burbank, Califórnia, e EuropaCorp em Paris, França. Mais tarde, Besson dirigiu Madonna no filme de animação de 2007, Arthur e os Minimoys. "Existem muitos efeitos especiais. Conversei com coisas que não estavam lá – o que você faz quando faz coisas de tela verde ou tela azul. Haverá muitas fadas dançando ao meu redor. Isso não é emocionante? Eu sempre tenho muitas fadas dançando ao meu redor", Madonna comentzando sobre o videoclipe. O vídeo estreou nos EUA em 11 de fevereiro de 2004 na First View da AOL. Após a estréia, foi transmitido no Yahoo!, MSN, Windows Media, Apple, MTV, VH1 e Madonna.com. Em 2009, o vídeo foi incluído na compilação de Madonna, Celebration: The Video Collection.
O vídeo começa com Madonna caminhando à noite no meio da rua de uma cidade americana cercada por arranha-céus e vento. Então ela se encontra em outra dimensão, enquanto flores em movimento a cercam. À medida que o vídeo avança, Madonna caminha por outros tipos diferentes de estradas. Ela caminha por um caminho de flores vermelhas no céu e depois caminha de joelhos em um profundo mar azul, enquanto é seguida por pequenas fadas brancas. No final do vídeo, quando há destruição na dimensão real, Madonna encontra a paz e é cercada pelas fadas. Quando eles vão embora, Madonna desaparece completamente.

## Formatos e faixas
| CD single australiano 1. "Love Profusion" (Versão do Álbum) 2. "Love Profusion" (Ralphi Rosario House Vocal Mix) 3. "Nobody Knows Me" (Above And Beyond 12" Mix) CD single francês 1. "Love Profusion" (Versão do Álbum) 2. "Love Profusion" (Headcleanr Rock Mix) - Maxi CD single americano 1. "Love Profusion" (Blow-Up Mix) – 6:11 2. "Love Profusion" (The Passengerz Club Profusion) – 9:34 3. "Love Profusion" (Ralphi Rosario House Vocal Extended) – 7:29 4. "Love Profusion" (Craig J.'s "Good Vibe" Mix) – 7:14 5. "Love Profusion" (Ralphi Rosario Big Room Vox Extended) – 10:01 6. "Love Profusion" (Ralphi Rosario Big Room Dub) – 8:57 7. "Nothing Fails" (Peter Rauhofer Lost In Space Mix) – 8:36 | Vinil single norte-americano 1. "Love Profusion" (The Passengerz Club Profusion) 2. "Love Profusion" (Blow-Up Mix) 3. "Love Profusion" (Ralphi Rosario House Vocal Estendido) 4. "Love Profusion" (Ralphi Rosario Big Room Dub) 5. "Love Profusion" (The Passengerz Dub Profusion) 6. "Love Profusion" (Craig J.'s Good Vibe Mix) 7. "Love Profusion" (Ralphi Rosario Big Room Vox Estendido) Vinil single britânico 1. "Love Profusion" (Passengerz Club Mix) 2. "Love Profusion" (Above & Beyond 12" Mix) 2-CD single britânico 1. "Love Profusion" (Versão do Álbum) 2. "Nothing Fails" (Edição para Rádio) 3. "Love Profusion" (Passengerz Club Mix) 4. "Love Profusion" (Versão do Álbum) 5. "Love Profusion" (Ralphi Rosario House Vocal Mix) 6. "Nobody Knows Me" (Above And Beyond 12" Mix) |

## Créditos e equipe
- Madonna –  vocal, compositora, produtora
- Mirwais Ahmadzaï –  vocal, produtor, programação, guitarra
- Mike "Spike" Stent – mixagem
- Tim Young – mixagem
- Tom Hannen – masterização
- Simon Changer – engenheiro assistente

Créditos e pessoal adaptado das notas do álbum American Life.

## Desempenho comercial
"Love Profusion" não figurou nas tabelas da Billboard Hot 100 nem no Bubbling Under Hot 100 Singles, tornando-o o terceiro single consecutivo do American Life a não aparecer nas tabelas dos EUA. No entanto, a música atingiu o número 41 e "The Passengers Mix" chegou ao topo do ranking do Hot Dance Club Play. A música alcançou a quarta posição no Hot Singles Sales e liderou as tabelas de vendas do Hot Dance por cinco semanas. No resumo das vendas do Hot Dance Singles no final do ano, "Love Profusion" estava na posição número três, enquanto "Me Against the Music" estava no número um e "Nothing Fails" estava no número dois. A Billboard informou que Madonna foi o primeiro artista em sua história nas tabelas a ter as três principais músicas do Dance Sales. A música também ficou em 24º lugar na contagem do fim do ano no Dance Club Play. No Canadá, a música atingiu o número três na tabela de singles do Canadá.
No Reino Unido, a música estreou no número onze em 20 de dezembro de 2003, com vendas de 15,361 cópias, tornando-se a primeira música de Madonna a perder os dez primeiros desde "One More Chance" (1996). Na semana seguinte, caiu para o número 33 na tabela, permanecendo lá por seis semanas. "Love Profusion" alcançou o pico do número 33 no UK Airplay Chart em cinco semanas, mas desceu rapidamente. Em agosto de 2008, a música havia vendido 41,025 cópias, de acordo com a Official Charts Company. Na Austrália, a música estreou no auge do número 25 em 28 de dezembro de 2003. Permaneceu na tabela por mais sete semanas. "Love Profusion" estreou no número 27 da tabela francesa de singles, SNEP, em 30 de novembro de 2003. Na segunda semana, alcançou o pico do número 25. A música foi popular na Itália, chegando ao número cinco na lista de singles italianos. Gráfico , permanecendo no gráfico por um total de vinte semanas. A música também alcançou sucesso comercial na Espanha, estreando no número um em sua tabela de singles. Na parada de singles da Suíça, a música atingiu o número 31, caindo fora da tabela após um total de onze semanas.

### Tabelas semanais
| Tabela musical (2003)                   | Melhor posição |
| --------------------------------------- | -------------- |
| Austrália (ARIA Charts)                 | 25             |
| Canada (Nielsen SoundScan)              | 5              |
| Espanha (PROMUSICAE)                    | 1              |
| Estados Unidos (Dance Club Songs)       | 1              |
| Estados Unidos (Dance/Mix Show Airplay) | 20             |
| Estados Unidos (Hot Singles Sales)      | 1              |
| França (SNEP)                           | 25             |
| Hungria (Rádiós Top 40)                 | 27             |
| Itália (FIMI)                           | 5              |
| Polônia (ZPAV)                          | 1              |
| Reino Unido (UK Singles Chart)          | 11             |
| Rússia (Tophit)                         | 85             |
| Suíça (Schweizer Hitparade)             | 31             |

| Tabela musical (2003)                | Posição |
| ------------------------------------ | ------- |
| Estados Unidos (Dance Club Songs)    | 24      |
| Estados Unidos (Dance Singles Sales) | 3       |